# Gérard Ier de Machecoul
Gérard de Machecoul (1278-1343) est un noble français descendant agnatique du roi Louis VII.

## Biographie
Il est le fils du seigneur Jean de Machecoul et le petit-fils d'Olivier de Machecoul
Il devient à la mort de son père, en 1308,  seigneur de Machecoul, de Coché, de La Bénate, de Bourgneuf, du Coutumier et de Bouin.
Il épouse Eléonore de Touars en 1315, mariage dont sont issus :
- Louis Ier de Machecoul (1317-1360)
- Jean de Machecoul (1318-1403)
- Girard de Machecoul (1320-1342)
- Isabelle de Machecoul (1322-ca 1354)
- Aliènore de Machecoul (1325-1361)
- Catherine de Machecoul (1327-)
- Marguerite de Machecoul (1329-1416)

Il décède le 31 octobre 1343.